# الکسا بلیس
الکسیس کابررا (به انگلیسی: Alexis Cabrera؛ متولد ۹ اوت ۱۹۹۱) کشتی‌گیر حرفه‌ای آمریکایی است. او در حال حاضر با دبلیودبلیوئی قرارداد دارد و با نام الکسا بلیس (به انگلیسی: Alexa Bliss) در برند اسمک‌داون فعالیت می‌کند و قهرمان کنونی عنوان تگ تیم زنان دبلیودبلیوئی در کنار شارلوت فلر است.
او در سال ۲۰۱۳ با دبلیودبلیوئی قرارداد بست و در مرکز آموزشی دبلیودبلیوئی و در برند آموزشی ان‌اکس‌تی در اورلندو، فلوریدا فعالیتش را آغاز کرد. بلیس آغاز کارش در برندهای اصلی را با ورود به اسمک‌داون در سال ۲۰۱۶ آغاز کرد، جایی که او دو بار قهرمان کمربند زنان اسمک‌داون شد و اولین کسی شد که موفق می‌شود دو بار قهرمان این کمربند شود. او در آوریل ۲۰۱۷ به برند راو منتقل شد و موفق شد سه بار قهرمان کمربند زنان راو شود. او در مجموع، پنج بار قهرمان جهان شده‌ است و دومین نفر در دبلیودبلیوئی است که موفق شده حداقل یک‌بار قهرمان سه کمربند مهم زنان (راو، اسمکدان و تگ تیم) بشود. همچنین او در سال ۲۰۱۸ موفق به پیروزی در مسابقه مانی این د بنک زنان و نخستین مسابقه الیمینیشن چمبر زنان شد.
بلیس همچنین یکی از بازیگران اصلی ریالیتی شوی توتال دیواز بود و همچنین به عنوان شرکت کننده در فصل نهم برنامه خواننده نقاب دار هم شرکت کرده بود.

## اوایل زندگی
الکسیس کافمن متولد کلمبوس در ایالت اوهایو است. او از سن پنج سالگی درگیر ورزش بوده‌است؛ ورزشهایی مانند سافت‌بال، دو و میدانی، کیک‌بوکسینگ وژیمناستیک. او در بخش چیرلیدینگ در کالج و در دانشگاه اکرِن به رتبه Division I رسید. او همچنین مدتی مشغول به رقابت دربدن‌سازی بود و در رقابت‌های Arnold Classic هم شرکت کرد. در سن ۱۵ سالگی، کافمن دچار اختلال خوردن در حد مزمن شده بود، ولی بدنسازی به او کمک کرد که بر این اختلال فایق آید.

## زندگی شخصی
الکسیس کافمن طرفدار پروپاقرص دیزنی است. با وجود درآمد کم خانواده‌اش در آن زمان، او از سه سالگی تاکنون هر ساله با خانواده به والت دیزنی ورلد می‌رود. او طرفدار تیم هاکی روی یخ زادگاهش یعنی کلمبوس بلو جکتز است. او از تریش استراتوس و ری‌میستریو در کشتی حرفه‌ای تأثیر پذیرفته‌است. اوهم اکنون با رایان کابررا، خواننده، ازدواج کرده‌است. در ۲۷ نوامبر ۲۰۲۳، اولین فرزند این زوج که دختر بود به دنیا آمد.
لکسی کافمن با سوپراستار ان اکس تی و حال حاضر راو.  یعنی متیو آدامز بادی مورفی نامزد بود که طلاق گرفتند، دلیل طلاق آنها ضرب و شتم یکدیگر بود. در کشتی او تحت تأثیر افرادی چون ری مستریو و تریش استراتوس بود..

## قهرمانی‌ها

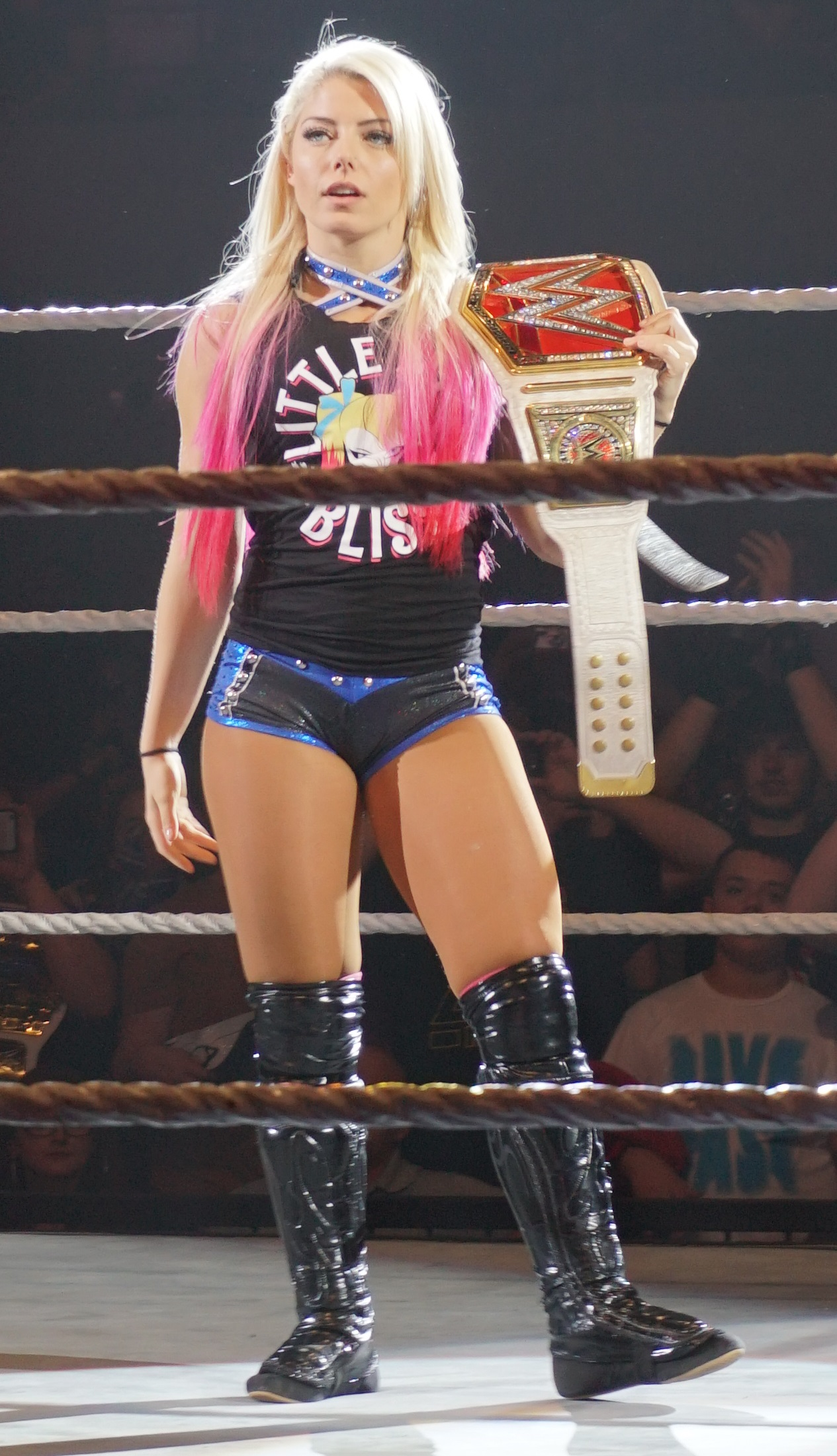
بلیس، به همراه کمربند قهرمانی زنان راو که ۳ بار قهرمان آن شده است؛ به همراه ۲ بار قهرمانی عنوان زنان اسمک‌داون، او در مجموع قهرمان ۵ دوره جهان است.

### دبلیودبلیوئی
- قهرمانی زنان راو (۳ بار)
- قهرمانی زنان اسمک‌داون (۲ بار)
- قهرمانی تگ‌تیم زنان دبلیودبلیوئی (۴ بار)  – به همراه نیکی کراس (۲)، آسکا (۱) و شارلوت فلر (۱، کنونی)
- قهرمانی ۲۴/۷ (۱ بار)
- برنده مسابقه مانی این د بنک زنان (۲۰۱۸)
- دومین قهرمان تریپل کراون زنان دبلیودبلیوئی[الف]